# KkStB 1.4
A kkStB 1.401 egy gőzmotorkocsi volt a  k.k. Staatsbahnen-nál (kkStB).

## Története
Amikor nyilvánvalóvá vált, hogy a  kéttengelyes gőzmotorkocsik nem tudták kielégíteni a hozzá fűzött reményeket, nekiláttak kifejleszteni a négytengelyes járműveket, mint például a kkStB 1.401 motorkocsti a Lokalbahn Swětla–Ledeč–Kácow-nak  mely Prágától keletre található Sázava völgyében. Az ilyen típusú gépeket a Komarek a Böhmisch-Mährischen Maschinenfabrik-tól, a járműrészt pedig a prága-smichovi Ringhoffer-től szerezte be.
A járművek kompaund gépezettel készültek, Hausinger vezérléssel és Karl Gölsdorf-féle indítókészülékkel. Nyolc ülőhely volt a 2. osztályon, 31 pedig a 3.-on, és egy WC is helyet kapott.
Az első világháború után a jármű a ČSD-hoz kerültek, mint M 223 001 pályaszámú. Továbbra is az eredeti vonalon közlekedett, sőt még ki is terjesztették Čercany-ig. Amikor a 423.0 sorozatú mozdony leváltotta, átadták próbaüzemre a Chrudim HÉV-nek és a Böhmisch Leipa–Steinschönau-nak, ahonnan Kuttenberg-hoz került. 1940 elején Opočno-ba vitték, ahol a M 124.002-t selejtezték.
1948-ban selejtezték, amikor az új diesel motorvonat M 131.1 leváltotta.

## Fordítás
- Ez a szócikk részben vagy egészben  a   kkStB1.4 című német Wikipédia-szócikk fordításán alapul.  Az eredeti cikk szerkesztőit annak laptörténete sorolja fel. Ez a jelzés csupán a megfogalmazás eredetét és a szerzői jogokat jelzi, nem szolgál a cikkben szereplő információk forrásmegjelöléseként.